# MANLIFTING-BANNER
Manliftingbanner（マンリフィング・バナー）オランダの共産主義・ストレートエッジ・ハードコアバンド。

## 概要
1980年から1985年までファン・デン・ベルフ兄弟（ポール、オラフ）はバンドLärmとして活動していた。1988年、ポール、オラフ、ミヒール、バート、ジョスの5名で「Profound」を結成。1989年にロード・ビグマが加入。1990年、共産主義者のプロパガンダポスターにちなんでManliftingbannerに改名した。
ストレートエッジなライフスタイルと急進的な政治思想（共産主義、反人種主義、同性愛者の権利、DIY倫理）を融合させたことで知られている。初期の楽曲の歌詞は、ウラジーミル・レーニン、レフ・トロツキー、ローザ・ルクセンブルクといった共産主義政治家の影響を受けていた。著述家のガブリエル・クーンバンドは、Manliftingbannerを共産主義的ストレートエッジ・バンドの第一人者と位置付けている。
1993年に一時解散したが、2012年にバンドを再結成。2014年にもアルバムをリリースした。2018年以降、活動がない。2019年1月にはBorn from PainのRob FranssenはManliftingbannerが解散状態にあるとインタビュー上で述べている。

## エピソード
- Refused（英語版）やBorn from Pain（ドイツ語版、ポーランド語版）に影響を与えた[8][9]。

## メンバー

### 解散時
- ポール・ファン・デン・ベルフ（Paul van der Berg）- ギター
- オラフ・ファン・デン・ベルフ（Olav van der Berg）- ドラムス
- ミヒール・バッケル（Michiel Bakker）- ボーカル
- バート・グリフィオエン（Bart Griffioen） - ベース
- ヨハネス・アダール（Johannes Adahl）- ギター

### 旧メンバー
- ロード・ビグマ（Lord Bigma）- ギター

## ディスコグラフィー
いずれもCrucial Response Recordsからリリース。
- 1991 - Myth of Freedom
- 1992 - Ten Inches That Shook the World
- 1995 - We Will Not Rest
- 2012 - The Revolution Continues
- 2015 - Red Fury